# Filologia materiale

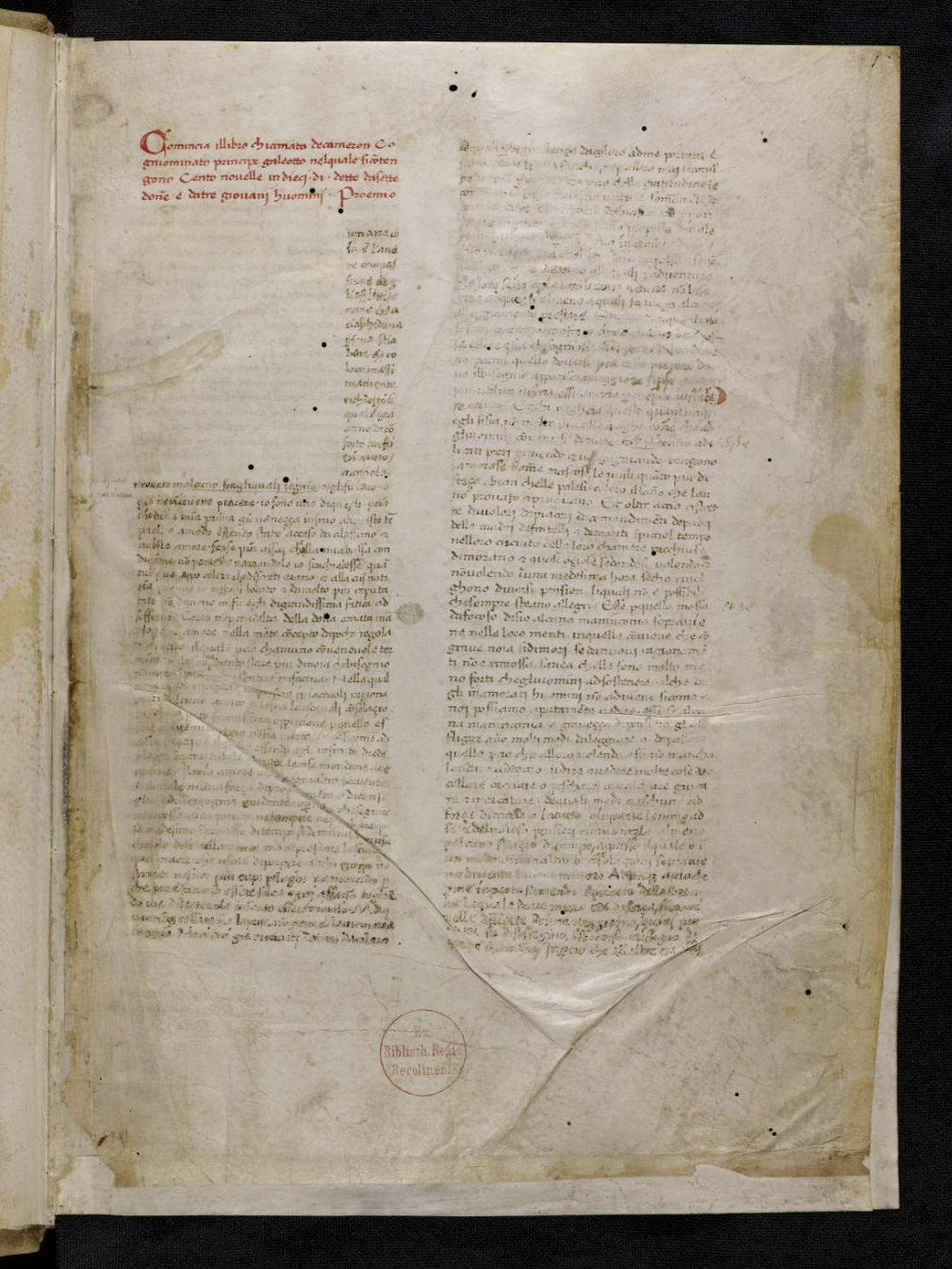
manoscritto del XIV sec.

La filologia materiale è una branca della filologia che si concentra sullo studio delle caratteristiche fisiche dei manoscritti e dei testi antichi, come la carta, la pergamena, i papiri, l’inchiostro, le annotazioni, e l’usura, per comprendere la trasmissione e la storia dei testi. Questo approccio analizza non solo il contenuto letterario, ma anche il contesto storico e culturale in cui i testi sono stati prodotti, copiati e utilizzati.

## Storia
La filologia materiale ha iniziato a consolidarsi negli anni ’90, in particolare con l’approccio della "New Philology" introdotto da Stephen Nichols, che ha suggerito una maggiore attenzione alla "materialità" dei manoscritti. Quest’area di studi è influenzata dalla paleografia, dalla codicologia e dalla storia della cultura scritta, offrendo una visione completa dei testi come "artefatti culturali" piuttosto che come meri veicoli del contenuto letterario.

## Approcci e metodi
I filologi materiali utilizzano vari strumenti per l'analisi dei testi, tra cui l’esame dell’inchiostro e del supporto cartaceo, l'analisi delle annotazioni marginali e l’osservazione dell’usura del manoscritto. Tali elementi aiutano a ricostruire le modalità di utilizzo dei testi nel tempo. Negli ultimi anni, l'integrazione con l'informatica umanistica ha permesso di digitalizzare i manoscritti e analizzarne la materialità in modi nuovi e approfonditi, spesso utilizzando strumenti avanzati come densitometri e retroilluminazione per studiare la frequenza d'uso e il degrado delle pagine.

## Impatto e applicazioni
La filologia materiale ha trovato applicazione negli studi sulla letteratura medievale, specialmente nella trasmissione testuale di opere romanze e medievali come quelle di Dante, Boccaccio e i trovatori provenzali. Questo approccio aiuta a comprendere meglio i processi di copiatura, annotazione e conservazione, rivelando dettagli su come i testi venivano letti e interpretati dai loro contemporanei. È una metodologia preziosa per la conservazione del patrimonio scritto e la storia culturale dei testi.